# Carex libera
Carex libera là một loài thực vật có hoa trong họ Cói. Loài này được (Kük.) Hamlin mô tả khoa học đầu tiên năm 1968.